# Tomasz Pieńko
Tomasz Pieńko (Breslavia, 5 gennaio 2004) è un calciatore polacco, centrocampista del Raków Częstochowa.

## Carriera

### Club
Cresciuto nel settore giovanile dello Zagłębie Lubin (con cui dal 2020 al 2022 ha anche giocato stabilmente da titolare nella squadra riserve), ha debuttato in prima squadra il 20 agosto 2021 nell'incontro di prima divisione polacca perso 4-0 contro il Wisła Płock. Ha segnato il suo primo gol il 6 maggio del 2022 nella trasferta vinta 6-1 contro il Radomiak Radom.

### Nazionale
Ha giocato con le nazionali giovanili polacche Under-15, Under-16, Under-18, Under-19, Under-20 ed Under-21.

## Statistiche

### Presenze e reti nei club
Statistiche aggiornate al 7 giugno 2025.
| Stagione        | Squadra           | Campionato      | Campionato | Campionato | Coppe nazionali | Coppe nazionali | Coppe nazionali | Coppe continentali | Coppe continentali | Coppe continentali | Altre coppe | Altre coppe | Altre coppe | Totale | Totale | Totale |
| Stagione        | Squadra           | Comp            | Pres       | Reti       | Comp            | Pres            | Reti            | Comp               | Pres               | Reti               | Comp        | Pres        | Reti        | Pres   | Reti   |        |
| --------------- | ----------------- | --------------- | ---------- | ---------- | --------------- | --------------- | --------------- | ------------------ | ------------------ | ------------------ | ----------- | ----------- | ----------- | ------ | ------ | ------ |
| 2020-2021       | Zagłębie Lubin II | 3L              | 14         | 3          | -               | -               | -               | -                  | -                  | -                  | -           | -           | -           | 14     | 3      |        |
| 2021-2022       | Zagłębie Lubin II | 3L              | 12         | 5          | -               | -               | -               | -                  | -                  | -                  | -           | -           | -           | 12     | 5      |        |
| 2022-2023       | Zagłębie Lubin II | 2L              | 3          | 0          | -               | -               | -               | -                  | -                  | -                  | -           | -           | -           | 3      | 0      |        |
| 2021-2022       | Zagłębie Lubin    | EK              | 13         | 1          | CP              | 1               | 0               | -                  | -                  | -                  | -           | -           | -           | 14     | 1      |        |
| 2022-2023       | Zagłębie Lubin    | EK              | 31         | 3          | CP              | 1               | 0               | -                  | -                  | -                  | -           | -           | -           | 32     | 3      |        |
| 2023-2024       | Zagłębie Lubin    | EK              | 32         | 0          | CP              | 1               | 0               | -                  | -                  | -                  | -           | -           | -           | 33     | 0      |        |
| 2024-2025       | Zagłębie Lubin    | EK              | 30         | 7          | CP              | 2               | 1               | -                  | -                  | -                  | -           | -           | -           | 32     | 8      |        |
| Totale carriera | Totale carriera   | Totale carriera | 135        | 19         |                 | 5               | 1               |                    | -                  | -                  |             | -           | -           | 140    | 20     |        |